# 에이수스 팅커 보드

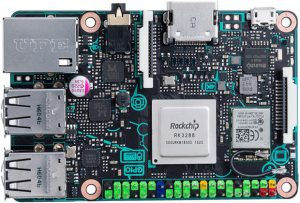
에이수스 팅커 보드

에이수스 팅커 보드(ASUS Tinker Board)는 2017년 초에 에이수스가 시작한 단일 보드 컴퓨터이다. 물리적인 크기와 GPIO 핀아웃은 2세대 이상의 라즈베리 파이 모델과 호환되도록 설계되어 있다. 최초 출시된 기판에는 4K 비디오, 2GB의 온보드 RAM, 기가비트 이더넷, 1.88 GHz로 동작하는 록칩 RK3288 프로세서를 제공한다.

## 사양
| 모델        | 팅커 보드 | 팅커 보드 S |
| 출시일      | 2017년 4월 | 2018년 1월 |
| SoC         | 록칩 RK3288 | 록칩 RK3288 |
| 아키텍처    | ARMv7-A(32비트) | ARMv7-A(32비트) |
| CPU         | 쿼드 코어 1.8 GHz ARM Cortex-A17 (최대 2.6GHZ 터보 클럭 속도) (32비트) | 쿼드 코어 1.8 GHz ARM Cortex-A17 (최대 2.6GHZ 터보 클럭 속도) (32비트) |
| GPU         | 600 MHz Mali-T760 MP4 GPU | 600 MHz Mali-T760 MP4 GPU |
| RAM         | 2GB 듀얼 채널 LPDDR3 | 2GB 듀얼 채널 LPDDR3 |
| 스토리지    | 착탈식 마이크로SD 슬롯 ( SD 3.0 지원 ) | 16GB 멀티미디어카드 + 착탈식 마이크로SD 슬롯 ( SD 3.0 지원 ) |
| 비디오 출력 | 풀 사이즈 HDMI 1.4, MIPI-DSI (Raspberry Pi 7" 디스플레이 등과 호환) | 풀 사이즈 HDMI 1.4 (CEC 지원 추가), MIPI-DSI (Raspberry Pi 7" 디스플레이 등과 호환) |
| 비디오 입력 | MIPI-CSI 카메라 | MIPI-CSI 카메라 |
| 오디오      | RTL ALC4040 HD CODEC, 재생: 24bit/192kHz, 녹음: 24bit/96kHz 3.5 mm 오디오 잭 ( 라인 아웃, 마이크로폰 인 지원 ) | RTL ALC4040 HD CODEC, 재생: 24bit/192kHz, 녹음: 24bit/96kHz 3.5 mm 오디오 잭 ( 라인 아웃, 마이크로폰 인, 플러그인 감지, 자동 전환 지원 ) |
| 기타 IO     | 40-pin header with: - 최대 28 x GPIO pins - 최대 2 x SPI bus - 최대 2 x I2C bus - 최대 4 x UART - 최대 2 x PWM - 최대 1 x PCM/I2S - 2 x 5V power pins - 2 x 3.3V power pins - 8 x ground pins 1 x 2-pin contact pin : - 1 x PWM - 1 x S/PDIF | 40-pin header with: - 최대 28 x GPIO pins - 최대 2 x SPI bus - 최대 2 x I2C bus - 최대 4 x UART - 최대 2 x PWM - 최대 1 x PCM/I2S (Enhanced I2S pin with Slave mode) - 2 x 5V power pins - 2 x 3.3V power pins - 8 x ground pins 1 x 2-pin contact pin : - 1 x PWM - 1 x S/PDIF 1 x 2-pin Power-on Header |
| USB         | 4 x USB 2.0 포트 | 4 x USB 2.0 포트 |
| 네트워크    | 기가비트 LAN ( USB 버스와 공유되지 않음 ) | 기가비트 LAN ( USB 버스와 공유되지 않음 ) |
| 무선        | 블루투스 V4.0 + EDR, 802.11 b/g/n 와이파이 + IPEX 안테나 헤더 | 블루투스 V4.0 + EDR, 802.11 b/g/n 와이파이 + IPEX 안테나 헤더 |
| 전원        | 마이크로-USB. 마이크로-USB 송전 제한으로 인해 GPIO를 이용한 전기 공급이 제안됨 | 마이크로-USB. 마이크로-USB 송전 제한으로 인해 GPIO를 이용한 전기 공급이 제안됨 |
| 폼 팩터     | 3.37 인치 x 2.125 인치 ( 8.55 cm x 5.4 cm ) | 3.37 인치 x 2.125 인치 ( 8.55 cm x 5.4 cm ) |
| 무게        | 55g | 55g |
| 운영 체제   | - 팅커OS (데비안 파생) - 안드로이드 6 - 안드로이드 7 - ARMbian | - 팅커OS (데비안 파생) - 안드로이드 6 - 안드로이드 7 - ARMbian |
| 참고        | 에이수스가 제공한 사양 | |